# Conrad Matschoß

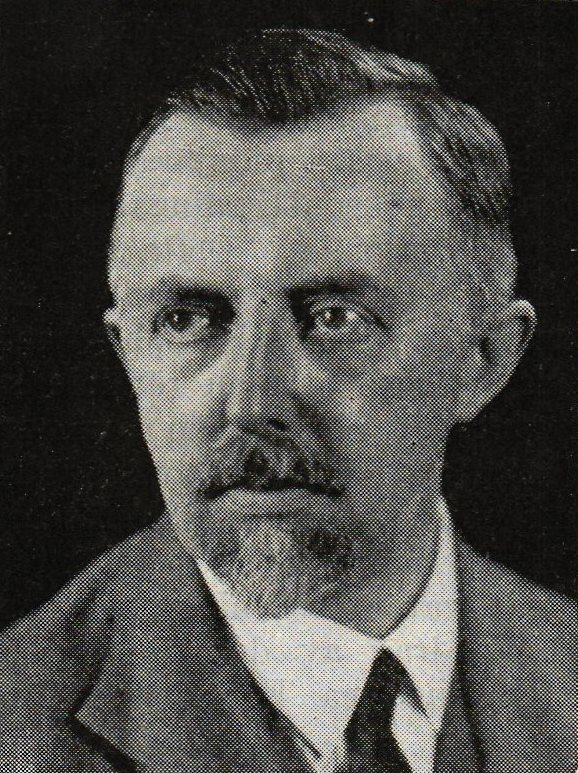
Conrad Matschoß

Conrad Matschoß (* 9. Juni 1871 in Neutomischel, Provinz Posen; † 21. März 1942 in Berlin, Nachname auch Matschoss ausgeschrieben) war ein deutscher Ingenieur, Hochschullehrer, Technikhistoriker, Publizist und Direktor des Vereins Deutscher Ingenieure (VDI).
Er setzte sich intensiv mit der deutschen Kulturgeschichte, insbesondere der Geschichte der Industrie und Technik auseinander und veranlasste die Einführung der Technikgeschichte als wissenschaftliche Disziplin und Studienfach. Er war Gründer und Herausgeber des Jahrbuches Beiträge zur Geschichte der Technik und Industrie, das von 1909 bis 1941 erschien.

## Leben
Conrad Matschoß war das dritte von sieben Kindern und ältester Sohn des lutherischen Pfarrers Heinrich Hermann Matschoß (* 20. Mai 1844 in Schwarmitz; † 6. April 1920 in Bunzlau). Nach Gymnasiumsbesuchen in Guben und Bunzlau entschied er sich nach bestandenem Abitur 1890 gegen ein theologisches Studium und schrieb sich für Maschinenbau an der Technischen Hochschule Hannover ein. Im Anschluss an sein Studium war er für die Gebrüder Körting in Hannover und Siemens & Halske in Berlin tätig.
Nach Lehrtätigkeiten am Technikum Hildburghausen und der Gewerbeschule in Köln publizierte er 1901 das Werk Die Geschichte der Dampfmaschine, in der er auf deren Entwicklung und Bedeutung für die Gesellschaft einging. Dass dieses entwicklungsgeschichtliche Werk von einem Ingenieur und nicht von einem Historiker verfasst wurde, erregte Aufmerksamkeit. Ebenso seine Idee, Technikgeschichte als eigenständiges Fach zu begreifen. Matschoß wurde fortan vom Verein Deutscher Ingenieure (VDI) gefördert, dessen Mitglied er seit 1896 war. Für den VDI war er seit 1906 tätig; dieser hatte ihn 1913 zum stellvertretenden Direktor und 1916 zum Direktor bestellt. Den Direktorenposten hatte er bis zum Jahresende 1934 und dann wieder ab 1936 inne. Zum 1. Januar 1938 wechselte er nach 32-jähriger Tätigkeit für den VDI in dessen Vorstand. Während seiner Zeit beim VDI war er zeitweise Geschäftsführer des Nationalen Komitees der Weltkraftkonferenz und auch für die Durchführung der Zweiten Weltkraftkonferenz in Berlin zuständig. Ebenso war er zeitweise für die Technische Zeitschriftenschau, die Zeitschrift des Vereines deutscher Ingenieure und die VDI-Nachrichten zuständig. Er war wesentlich an der Gründung der VDI-Fachgruppe Technikgeschichte im Jahr 1930 beteiligt. 1932 wurde Matschoß Mitglied des Hauptausschusses der Deutschen Gemeinschaft zur Erhaltung und Förderung der Forschung. Er gehörte auch dem Vorstand des Deutschen Museums an. Während des Ersten Weltkriegs war er Mitarbeiter beim Waffen- und Munitionsbeschaffungsamt, später im Kriegsamt.
Ab 1909 hatte Conrad Matschoß einen Lehrauftrag an der Technischen Hochschule (Berlin-)Charlottenburg. Die Lehrtätigkeit übte er fast 30 Jahre aus, ab 1912 als Prädikatsprofessor und ab 1929 als Honorarprofessor. Während dieser Zeit publizierte er unter anderem Ein Jahrhundert deutscher Maschinenbau von der Mechanischen Werkstätte bis zur Deutschen Maschinenfabrik 1819–1919, Preußens Gewerbeförderung und ihre großen Männer und  Lebensbeschreibungen in Männer der Technik und Große Ingenieure. Des Weiteren dokumentierte er Technische Kulturdenkmäler und verfasste zahlreiche Festschriften zu Betriebsjubiläen von Industriebetrieben, oder Geburtstagen von Ingenieuren, Firmengründern oder Industriellen wie Max Eyth, August Thyssen, Werner Siemens, Robert Bosch, Gottlieb Daimler und anderen. Beim Deutschen Ausschuß für Technisches Schulwesen setzte er sich für die Qualitätssicherung und den Praxisbezug der Ingenieurausbildung ein.

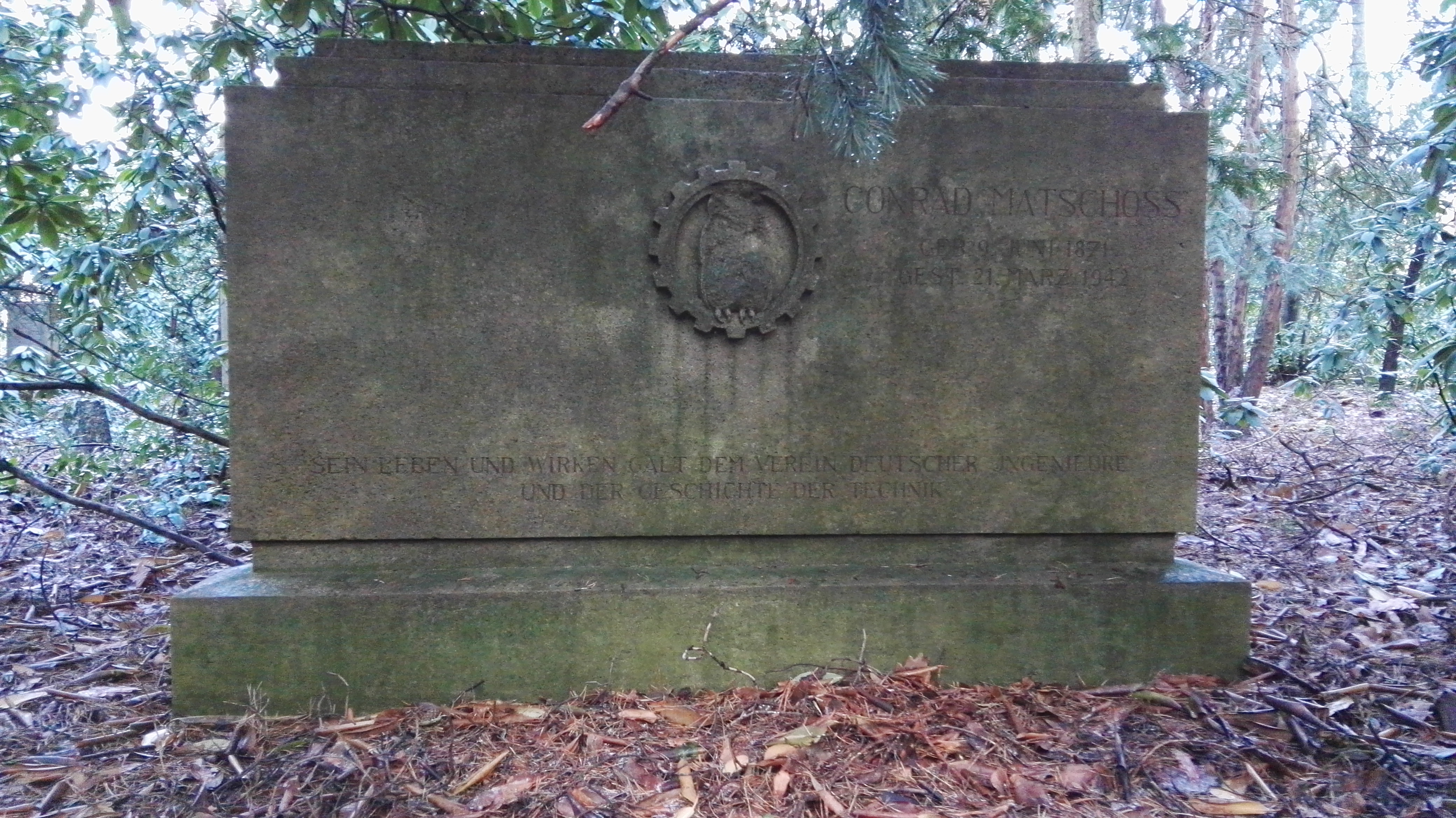
Grabstätte

Matschoß war zweimal verheiratet. Seine erste Frau Helene, geborene Schwender, mit der er seit 1898 verheiratet war, starb 1902. Seine zweite Frau Wilhelmine, geborene Haake, heiratete er 1909. Sie starb 1943. Aus erster Ehe hatte er einen Sohn und eine Tochter. Der Sohn verstarb in jungen Jahren.
Matschoß’ Stellung nach 1933 wird heute als zwiespältig gewertet. Zwar trat er weder der NSDAP bei noch teilte er deren Rassenwahn und hielt auch seine Bücher von der NS-Ideologie frei. Dennoch konnte er sich einer Indienstnahme durch die Nazis nur bedingt entziehen. Er starb am 21. März 1942 im Alter von 70 Jahren und wurde auf dem Südwestkirchhof Stahnsdorf bei Berlin beerdigt.

## Würdigungen
Conrad Matschoß erhielt während des Ersten Weltkriegs das Eiserne Kreuz am weiß-schwarzen Bande. Er erhielt 1921 die Ehrendoktorwürde der Technischen Hochschule Hannover sowie 1931 die der Universität Münster; ebenfalls 1931 wurde er Ehrenbürger der Technischen Hochschule Karlsruhe. 1941 wurde er Ehrenmitglied des VDI. Im Jahr 1942, dem Jahr seines Todes, wurde er zum Mitglied der Leopoldina gewählt.
Erstmals wurde 1956 und 1962 der 2006 wiederbelebte Conrad-Matschoß-Preis für Technikgeschichte vom VDI verliehen. Er ist seit 2020 mit 4000 €, vorher 3.000 €, prämiert und soll für Leistungen sowohl der wissenschaftlichen als auch populärwissenschaftlichen Darstellung von Technik im Zusammenhang mit Gesellschaft, Umwelt und Wissenschaft vergeben werden.

## Schriften (Auswahl)
- 1901: Die Geschichte der Dampfmaschine: ihre kulturelle Bedeutung, technische Entwicklung und ihre grossen Männer. Berlin 1901; Nachdruck: Dr. H. A. Gerstenberg, Hildesheim 1978, ISBN 3-8067-0720-0
- 1907: 50 Jahre Ingenieur-Arbeit in Oberschlesien. Eine Gedenkschrift zur Feier des 50jährigen Bestehens des Oberschlesischen Bezirkvereins deutscher Ingenieure. Im Auftrage des Vereins und unter Mitarbeit seiner Mitglieder bearbeitet. Springer, Berlin 1907
- 1908: Die Entwicklung der Dampfmaschine. Eine Geschichte der ortsfesten Dampfmaschine und der Lokomobile, der Schiffsmaschine und der Lokomotive. Springer, Berlin 1908; Nachdruck: VDI-Verlag, Düsseldorf 1987
- 1910: Geschichte der Firma Gebrüder Sulzer Winterthur und Ludwigshafen a. Rh. Springer, Berlin 1910
- 1912: Friedrich der Grosse als Beförderer des Gewerbfleisses. Zur 200. Wiederkehr des Geburtstages Friedrichs des Großen im Auftrage des Vereins zur Beförderung des Gewerbfleißes verfasst. Verlag von Leonhard Simion, Berlin 1912
- 1912: Die Maschinenfabrik R. Wolf Magdeburg-Buckau 1862–1912, die Lebensgeschichte des Begründers, die Entwicklung der Werke und ihr heutiger Stand. Magdeburg 1912
- 1919: Ein Jahrhundert deutscher Maschinenbau von der Mechanischen Werkstätte bis zur Deutschen Maschinenfabrik 1819–1919. Springer, Berlin 1919, Mehrere Nachdrucke.
- 1921: Preußens Gewerbeförderung und ihre großen Männer. Dargestellt im Rahmen der Geschichte des Vereins zur Beförderung des Gewerbefleißes. 1821–1921. VDI-Verlag, Berlin 1921
- 1921: Geschichte der Gasmotoren-Fabrik Deutz. Zur Erinnerung an 50jährige Arbeit. VDI-Verlag, Berlin 1921
- 1921: August Thyssen und sein Werk. Zur Erinnerung an die Begründung des ersten Werkes am 1. April 1871. VDI-Verlag, Berlin 1921
- 1925: Männer der Technik. Ein biographisches Handbuch. 1925; Nachdruck: VDI-Verlag, Düsseldorf 1985 (online)
- 1925: Das Deutsche Museum. Geschichte – Aufgaben – Ziele, Bearbeitung Conrad Matschoss, unter Mitwirkung hervorragender Vertreter der Technik und Naturwissenschaften, VDI-Verlag, Berlin 1925
- 1925: Werner Siemens. Ein kurzgefasstes Lebensbild nebst einer Auswahl seiner Briefe. Aus Anlaß der 100. Wiederkehr seines Geburtstages. Springer, Berlin 1925
- 1930: Ludw. Loewe & Co Actiengesellschaft Berlin 1869–1929. Die Geschichte der Ludw. Loewe & Co. Actiengesellschaft Berlin. 60 Jahre Edelarbeit 1869 bis 1929. Gesellschaft für elektrische Unternehmungen, Berlin 1930
- 1931: Robert Bosch und sein Werk. VDI-Verlag, Berlin 1931
- 1932: Technische Kulturdenkmale unter Mitarbeit von August Hertwig, Hans von und zu Loewenstein, Otto Petersen und Carl Schiffner. Hrsg. von Werner Lindner im Auftrag der Agricola-Gesellschaft beim Deutschen Museum, F. Bruckmann Verlag, München 1932
- 1934: 50 Jahre Berliner Elektrizitäts Werke, 1884–1934. VDI-Verlag, Berlin 1934
- 1934: Gottlieb Daimler in der Geschichte des Kraftwagens. Zur 100. Wiederkehr seines Geburtstages am 17. März 1934. VDI-Verlag, Berlin 1934
- 1935: Vom Werden der Wanderer Werke. 50 Jahre Wertarbeit. 1885–1935. VDI-Verlag, Berlin 1935
- 1936: Friedrich der Grosse in seiner Friedensarbeit. Aus Anlaß des 150. Todestages am 17. August 1936. VDI-Verlag, Berlin 1936
- 1936: Max Eyth zum hundertsten Geburtstag. Landwirtschaftstechnik in Deutschland. VDI-Verlag, Berlin 1936
- 1937: Große Ingenieure, Lebensbeschreibung aus der Geschichte der Technik. J. F. Lehmanns Verlag, München 1937; Mehrmals nachgedruckt, Digitalisat der TIB Hannover.
- 1939: Julius Robert Mayer. VDI-Verlag, Berlin 1939
- 1940: Geschichte des Zahnrades. Nebst Bemerkungen zur Entwicklung der Verzahnung von Karl Kurtzbach. VDI-Verlag, Berlin 1940; Nachdruck: Dr. H. A. Gerstenberg, Hildesheim 1976.